# Batalion Portowy WOP Szczecin
Batalion Portowy WOP Szczecin – specjalistyczny pododdział 12 Pomorskiej Brygady WOP.

## Formowanie i zmiany organizacyjne
W 1949 sformowano w Szczecinie samodzielny batalion kontroli granicznej w Szczecinie-Porcie o etacie nr 94/1 i 5 strażnic liniowych. W 1950 roku batalionowi został nadany numer JW 3064 i został on przeformowany w batalion portowy WOP w Szczecinie o etacie 094/6. W następnych latach ulegał kolejnym zmianom organizacyjnym.
W latach 50. przeniesiono sztab batalionu portowego z ulicy Kapitańskiej 5 do koszar sztabu brygady przy ulicy Żołnierskiej 4. 
W 1990 rozformowano batalion.

## Dowódcy batalionu
- mjr Władysław Żarkowski - (1954–1.04.1956[6]
- ppłk Stanisław Skowron (1956–
- ppłk Henryk Kuliga
- ppłk Piotr Auruszkiewicz

## Struktura organizacyjna
- dowództwo i sztab[7]
- kompania dowodzenia
- kompania odwodowa (szkolna)

szkoliła żołnierzy młodego rocznika dla potrzeb strażnic batalionu portowego jak również do służby w Porcie Lotniczym Okęcie w Warszawie; stanowiła odwód dowódcy batalionu.
- kompania (strażnica nr 1) "Czajka" (wcześniej 1 i 2 kompania) → 53°24′14″N 14°35′45″E/53,403848 14,595932

mp. ul Gdańska (obecnie stacja paliw Neste); zabezpieczała statki bander państw obcych w rejonie przeładunków masowych
- kompania (strażnica nr 2) "Kujoty" → 53°25′14″N 14°35′09″E/53,420440 14,585910

mp. przy ul.ks.Kujoty 24; zabezpieczała statki bander państw obcych w rejonie przeładunków drobnicowych
- kompania (strażnica nr 3) "Storady" → 53°25′58″N 14°34′09″E/53,432817 14,569114
- kompania (strażnica nr 4) "Golęciono" → 53°27′58″N 14°35′36″E/53,466040 14,593410

mp. przy ul. Strzałowskiej 16; zabezpieczała statki bander państw obcych na nabrzeżu Huk, Mak, Huta oraz statki odbierające zrębki w Trzebieży.
- kompania (strażnica nr 5) "Police"

W 1954
- strażnica portowa nr 1 Police
- strażnica portowa nr 2 Golęcin
- strażnica portowa nr 3 Szczecin
- strażnica portowa nr 4 Szczecin
- strażnica portowa nr 5 Szczecin

W 1968
- 22 strażnica WOP portowa Kujoty
- 23 strażnica WOP portowa Czajki
- 24 strażnica WOP portowa Golęcino
- strażnica WOP odwodowa Szczecin Dąbie